# Кабинет Эрландссона
Кабинет Эрландссона (швед. Regeringen Erlandsson) — 8-й кабинет министров Аландских островов, который возглавлял Рагнар Эрландссон. Сформирован в 1991 году и осуществлял свои полномочия до 1995 года.
| Должность                             | Министр              | Фото | Партийная принадлежность | Пребывание в должности |
| ------------------------------------- | -------------------- | ---- | ------------------------ | ---------------------- |
| Премьер-министр                       | Эрландссон, Рагнар   |      | Аландский центр          | 1991—1995              |
| Вице-премьер и Министр социальных дел | Линдеман, Харриет    |      | Беззаботное содружество  | 1991—1995              |
| Министр финансов                      | Виклёф, Ларс         |      | Социал-демократы         | 1991—1995              |
| Министр образования и культуры        | Нордлунд, Рогер      |      | Аландский центр          | 1991—1995              |
| Министр промышленности                | Эрикссон, Андерс     |      | Аландский центр          | 1991—1995              |
| Министр транспорта                    | Эрикссон, Карл-Йоран |      | Беззаботное содружество  | 1991—1995              |